# L'Animale
Pour plus de détails, voir Fiche technique et Distribution.
L'Animale est un film dramatique autrichien écrit et réalisé par Katharina Mückstein et sorti en 2018. Le film est présenté en avant-première mondiale dans la compétition Panorama de la Berlinale 2018.

## Synopsis
Dans l'Autriche rurale, Mati, 18 ans, est un garçon manqué aux prises avec l'identité de genre et la sexualité qui est toujours entourée de garçons et est la seule fille à faire partie d'un gang de motocross qui sèment le trouble dans la région. Mati alors fait la connaissance de Carla, une fille pleine d'assurance bien différente d'elle. Au même moment, Sebastian, le meilleur ami de Mati, réalise soudain qu'il veut être plus que son ami. Pendant ce temps, les parents de Mati luttent contre un secret longtemps gardé.

## Fiche technique
Sauf indication contraire, les informations mentionnées dans cette section peuvent être confirmées par la base de données cinématographiques IMDb,  présente dans la section « Liens externes ».
- Titre original : L'Animale
- Réalisation : Katharina Mückstein
- Scénario : Katharina Mückstein
- Musique : Bernhard Fleischmann
- Photographie : Michael Schindegger
- Montage : Natalie Schwager
- Production : Nikolaus Geyrhalter, Markus Glaser, Michael Kitzberger, Flavio Marchetti, Katharina Mückstein, Michael Schindegger, Natalie Schwager, Wolfgang Widerhofer
- Sociétés de production : Nikolaus Geyrhalter Filmproduktion, La Banda Film[1]
- Sociétés de distribution : Polyfilm Verleih[2]
- Pays de production :  Autriche[3]
- Langue originale : allemand[4]
- Genre : drame
- Durée : 100 minutes[1],[3]
- Date de sortie[5] : 
  - Allemagne : 18 février 2018 (Berlinale)
  - Autriche : 16 mars 2018 (en salles)
  - France : 9 novembre 2018 (streaming)[6]

## Distribution
- Sophie Stockinger : Mati
- Kathrin Resetarits : Gabi
- Dominik Warta : Paul
- Jack Hofer : Sebastian
- Julia Franz Richter : Carla
- Stefan Pohl : Andi
- Dominic Marcus Singer : Kogler
- Simon Morzé : Philipp
- Lucia Zamora Campos : Elsa
- Lukas Johne : Hannes
- Lisa-Caroline Nemec : Lisa
- Marcel Wegscheider : Fabian
- Thomas Otrok : Max
- Gisela Salcher : Adeg Verkäuferin

## Production

### Genèse et développement
Le film a été coproduit par Nikolaus Geyrhalter Filmproduktion et La Banda Film. La réalisatrice Katharina Mückstein a également écrit le scénario du film. La bande originale a été composée par Bernhard Fleischmann.
Le titre du film, L'Animale, vient de la chanson italienne du même nom de 1985 interprétée par Franco Battiato, qui figure dans le film.
La réalisatrice Katharina Mückstein a écrit le rôle de Mati spécialement pour Sophie Stockinger. L'Animale marque leur deuxième collaboration après le film Talea, sorti en 2013. Mückstein a déclaré qu'elle voulait écrire un autre scénario mettant en vedette Stockinger. «J'ai toujours su que L'Animale parlerait d'une jeune fille et je voulais aussi parler du conflit auquel nous sommes confrontés entre rationalité et passion. Je savais que ce serait un film féministe qui traiterait du genre et de l'identité de genre, parce que j'ai étudié genre avant d'aller à l'école de cinéma. J'ai travaillé sur le scénario pendant deux ans, et l'histoire a subi beaucoup de changements avant d'atteindre sa forme définitive.»
Stockinger a dû apprendre à faire du vélo pour les scènes de motocross.
Mückstein a déclaré dans une déclaration du réalisatrice que L'Animale est sa réponse personnelle à la question de savoir à quel point nous, en tant que personnes modernes, sommes vraiment libres. Elle a dit : «Nous voulons plaire et être respectés. Nous sommes sensibles et avons souvent peur. Pourtant, l'authenticité demande la confrontation, l'émancipation demande des efforts, le progrès demande du courage. La résistance individuelle, le courage de libérer son identité et sa sexualité… est la plus grande révolution potentiel à notre époque.»

### Tournage
Le tournage a commencé à Vienne, en Autriche, le 8 juillet 2016 et s'est terminé le 23 septembre 2016,.
Les lieux de tournage en Basse-Autriche, où le tournage a eu lieu en septembre 2016, comprenaient une ferme à Gablitz et une maison à Pressbaum, les deux communautés bordant la communauté de Purkersdorf. À Pressbaum, une maison moderne presque entièrement construite a été choisie comme maison des parents de Matis. En ce qui concerne le choix des emplacements en Basse-Autriche, Mückstein a expliqué : «Les lieux dégagent également quelque chose entre les lignes, vous pouvez dire si c'est près d'une ville ou très loin. Ici, il était important de raconter l'histoire de la périphérie de la ceinture de banlieue, où les jeunes ont une idée de la ville mais n'y vont pas régulièrement où il y a beaucoup de nouvelles influences.»

## Sortie
La première bande-annonce du film a été dévoilée le 5 février 2018. Le film a fait sa première mondiale au 68e Festival du film de Berlin le 18 février 2018 dans la sélection Panorama,, et il a également concouru pour le Prix Teddy, une section distincte du festival. Le film est sorti en salles en Autriche par Polyfilm Verleih le 16 mars 2018. En France, e-cinema.com a diffusé le film en streaming le 9 novembre 2018.

## Accueil

### Accueil critique
Le site américain Rotten Tomatoes propose un score de 86% et une note moyenne de 7/10 à partir de l'interprétation de 7 titres de presse.

## Distinctions

### Récompenses
- Festival de cinéma européen des Arcs 2018 : Prix de la meilleure musique originale pour Bernhard Fleischmann[15]
- Diagonale - Festival du film autrichien 2018 : Prix du meilleur casting[16]
- Festival international du film de femmes de Séoul 2018 : Prix du meilleur film pour Katharina Mückstein[17]
- Festival international du film Cinema Jove de Valence 2018 : Prix CIMA du meilleur film réalisé par une femme[18]
- Festival du film de Zurich 2019 : Prix du meilleur film in Focus Suisse, Allemagne, Autriche pour Katharina Mückstein[11]
- Prix du cinéma autrichien 2019 : meilleure musique originale pour Bernhard Fleischmann[19]
- Romy Gala 2019 : Prix du meilleure espoir féminin pour Sophie Stockinger[11]

### Nominations et sélections
- Festival du film de Berlin 2018 :
  - Sélection Panorama - Meilleur film de fiction[4]
  - Prix Teddy du meilleur long métrage[13]
- AFI Fest 2018 : sélection Nouveaux auteurs[20]
- Festival international du film Cinema Jove de Valence 2018 : meilleur film[17]
- Festival du film de Jérusalem 2018 : Prix FIPRESCI du meilleur premier film international[21]
- Festival du film Queer de Mezipátra 2018: sélection officielle, compétition longs métrages[22]
- Festival de cinéma européen des Arcs 2018 : sélection officielle, meilleur long métrage narratif[23]
- Prix du cinéma autrichien 2019 : 
  - Meilleur long métrage[19]
  - Meilleure actrice pour Sophie Stockinger[19]
  - Meilleure photographie pour Michael Schindegger[19]
  - Meilleur montage pour Natalie Schwager[19]
  - Meilleur montage sonore pour Hjalti Bager-Jonathansson, Karim Weth et Alexander Koller[19]
- Festival international du film de Palm Springs 2019 : sélection officielle, compétition «nouvelles voix/nouvelles visions»[24]
- Prix Europa 2020 : meilleur TV Fiction[25],[26]